# Darol Anger
Darol Robert Anger (San Francisco, 7 de mayo de 1953) es un violinista estadounidense, miembro fundador del David Grisman Quintet.

## Biografía
Darol Anger comenzó su carrera musical a la edad de 21 años como miembro fundador de The David Grisman Quintet. Anger tocó el violín con David Grisman en el debut de The David Grisman Quintet (DGQ) en 1977. Cofundó el grupo de jazz  Turtle Island String Quartet con David Balakrishnan en 1985, con los que actuó, compuso e hizo arreglos musicales. Colabora frecuentemente con su compañero exalumno de DGQ, Mike Marshall.
Anger conoció a la pianista Barbara Higbie en París, con la que formó una fructífera sociedad musical. Juntos lanzaron uno de los primeros discos del sello discográfico Windham Hill, Tideline (1982). Dos años más tarde, formaron un grupo llamado The Darol Anger/Barbara Higbie Quintet con Mike Marshall, Todd Phillips y Andy Narell, con este grupo actuó en el Festival de Jazz de Montreux de 1984. Posteriormente, el quinteto tomó el nombre de Montreux. Después de dos lanzamientos de estudio, la banda se separó en 1990 y Anger continuó con el Turtle Island String Quartet, fundado en 1985. Todavía colabora con Montreux y su colega de Psychograss, Mike Marshall, y ocasionalmente también colabora con Barbara Higbie y Michael Manring.
Fusionando música clásica, folk y jazz, desde 2004 dirige Republic of Strings, banda fundada con Scott Nygaard. También cofundó los grupos; The Duo, Psychograss, Fiddlers 4 y Mr. Sun. Anger también toca frecuentemente con el pianista Phil Aaberg. Ha actuado o grabado con músicos que van desde Tony Rice, Stephane Grappelli y Mark O'Connor hasta Marin Alsop, Bill Evans, Nickel Creek, Chris Thile & Punch Brothers, Yonder Mountain String Band, Béla Fleck, Taarka y Anonymous 4. También se le puede escuchar en el tema musical Car Talk de NPR. Es miembro de MacDowell y UCross.
Anger se instaló en Portland (Maine), después de mudarse desde el Área de la Bahía de San Francisco. Completó la construcción de dos violines bajo la dirección del lutier Jonathan Cooper y en 2010 fue nombrado profesor asociado en el Berklee College of Music.
En junio de 2011 comenzó a dar clases en línea de violín, como parte de la ArtistWorks Academy of Bluegrass. Fue el artista principal en el John Hartford Memorial Festival de 2018.

## Discografía
- 1979 Fiddlistics
- 1982 Tideline – con Barbara Higbie
- 1983 The Duo – con Mike Marshall
- 1984 Live at Montreux '84
- 1985 Jazz Violin Celebration
- 1985 Chiaroscuro
- 1987 Sign Language
- 1989 Let Them Say
- 1993 Psychograss
- 1996 Heritage
- 1997 At Home and on the Range
- 1998 Christmas Heritage
- 1997 Like Minds
- 1999 Jam
- 1999 Diary of a Fiddler
- 2000 Brand New Can
- 2001 Now Hear This
- 2005 Republic of Strings
- 2007 Generation Nation
- 2007 Woodshop
- 2007 Mike Marshall and Darol Anger con Väsen
- 2008 Cross Time – con Philip Aaberg
- 2014 Eand'a

### República de cuerdas
- 2004 Republic of Stings
- 2006 Generation Nation